# Zimmerau (Sulzdorf an der Lederhecke)
Zimmerau ist ein Gemeindeteil der Gemeinde Sulzdorf an der Lederhecke im unterfränkischen Landkreis Rhön-Grabfeld (Bayern). 

## Geografie
Das Kirchdorf liegt im unterfränkischen Teil des Grabfelds direkt an der Grenze zum Freistaat Thüringen (Heldburger Land).

## Geschichte
1230 wurde Zimmerau in einer von Helmberch von Zimberowe ausgestellten Urkunde erstmals erwähnt. Der Ortsname bedeutet Au bei dem Zimmerholz. 1327 wurden nach dem Aussterben des Rittergeschlechts von Zimmerau die Herren von Schollen, ein Zweig derer von Milz, in Zimmerau ansässig. In jenen Jahren gehörte der Ort zum hennebergischen Amt Heldburg. 1354 kam die Landeshoheit über Zimmerau nach zwei Erbteilungen der Linie Henneberg-Schleusingen an das Hochstift Würzburg. Um 1500 hatten in Zimmerau neben den Schollen die Truchsesse von Wetzhausen, Heßberg, Schaumberg und Zufraß Besitz. 
1616 wurde ein „adliges Rittergut“ in Zimmerau genannt, das 1829 die Freiherren von Guttenberg erneuern ließen. Wolf Dietrich II. Truchseß von Wetzhausen, einer von zwei Dorfherren, trat 1675 nach seiner Heirat mit der Nichte des Würzburger Fürstbischofs, Rosina von Schönborn, zum Katholizismus über. Entgegen den Bestimmungen des Normaljahrs des Westfälischen Friedens wurde versucht, die in seinem Besitz befindlichen Ortschaften zu rekatholisieren. Daraufhin wurde Zimmerau teilweise katholisch und die evangelische Pfarrkirche wurde katholische Filialkirche des Nachbarorts Sternberg, der sich seit 1695 ebenfalls im Besitz der Freiherren von Guttenberg befand.
Mit dem Reichsdeputationshauptschluss von 1803 setzte die Mediatisierung reichsunmittelbarer Stände in größerem Maßstab ein. Das Herrschaftsgebiet der Freiherren von Guttenberg wurde mit der Rheinbundakte von 1806 aufgehoben und dem Großherzogtum Würzburg einverleibt. Mit der Auflösung des Rheinbundes 1814 endete auch die Existenz des Großherzogtums Würzburg. Durch Beschluss des Wiener Kongresses fiel es größtenteils an das Königreich Bayern. Im Zuge der Verwaltungsreformen in Bayern entstand mit dem Gemeindeedikt von 1818 die Gemeinde Zimmerau. 
Zimmerau gehörte ab 1817 zum Untermainkreis, der 1838 in Unterfranken und Aschaffenburg (später nur noch Unterfranken) umbenannt wurde. 1845 wurde der langjährige Streit von Bayern und Sachsen-Meiningen-Hildburghausen um das Waldgebiet Sellbach bei Zimmerau beigelegt. Im Verlauf der Streitigkeiten war es 1810 fast zu kriegerischen Auseinandersetzungen gekommen. 1900 bauten die evangelischen Gläubigen in Zimmerau und Sternberg eine evangelische Filialkirche nebst Schule im Ort. Seit 1918 gehört Zimmerau zum Freistaat Bayern.
1966 wurde auf dem Büchelberg der Bayernturm errichtet. Er befand sich unmittelbar an der damaligen Grenze zur DDR und bot Aussicht auf den Verlauf des ehemaligen „Todesstreifens“. Am 1. Januar 1978 wurde Zimmerau in die Gemeinde Sulzdorf an der Lederhecke eingegliedert. Am 3. Oktober 1990 wurde anlässlich der deutschen Wiedervereinigung an der Landesgrenze zwischen Zimmerau und dem thüringischen Ort Rieth eine Gedenkstätte übergeben.

## Kultur und Sehenswürdigkeiten

### Religion
- 1589 wurde die katholische St. Peter und Paul-Kirche in Zimmerau neu gebaut. Die beiden Kirchenglocken von 1521 wurden aus der alten Kapelle übernommen. Sie befinden sich noch heute im Gebäude. Diese ehemals evangelische Pfarrkirche wurde im Zuge der Gegenreformation im Jahr 1675 katholische Filialkirche von Sternberg.

- im Jahr 1900 bauten die evangelischen Gläubigen in Zimmerau und Sternberg die evangelische St. Peter und Paul-Filialkirche, die heute zur Pfarrei Sulzdorf an der Lederhecke im Evangelisch-Lutherischen Dekanat Bad Neustadt an der Saale gehört.

### Sehenswürdigkeiten
- 38 Meter hoher Aussichtsturm Bayernturm
- Gedenkstätte der deutschen Wiedervereinigung

### Baudenkmäler
→ Liste der Baudenkmäler in Sulzdorf an der Lederhecke